# Livø

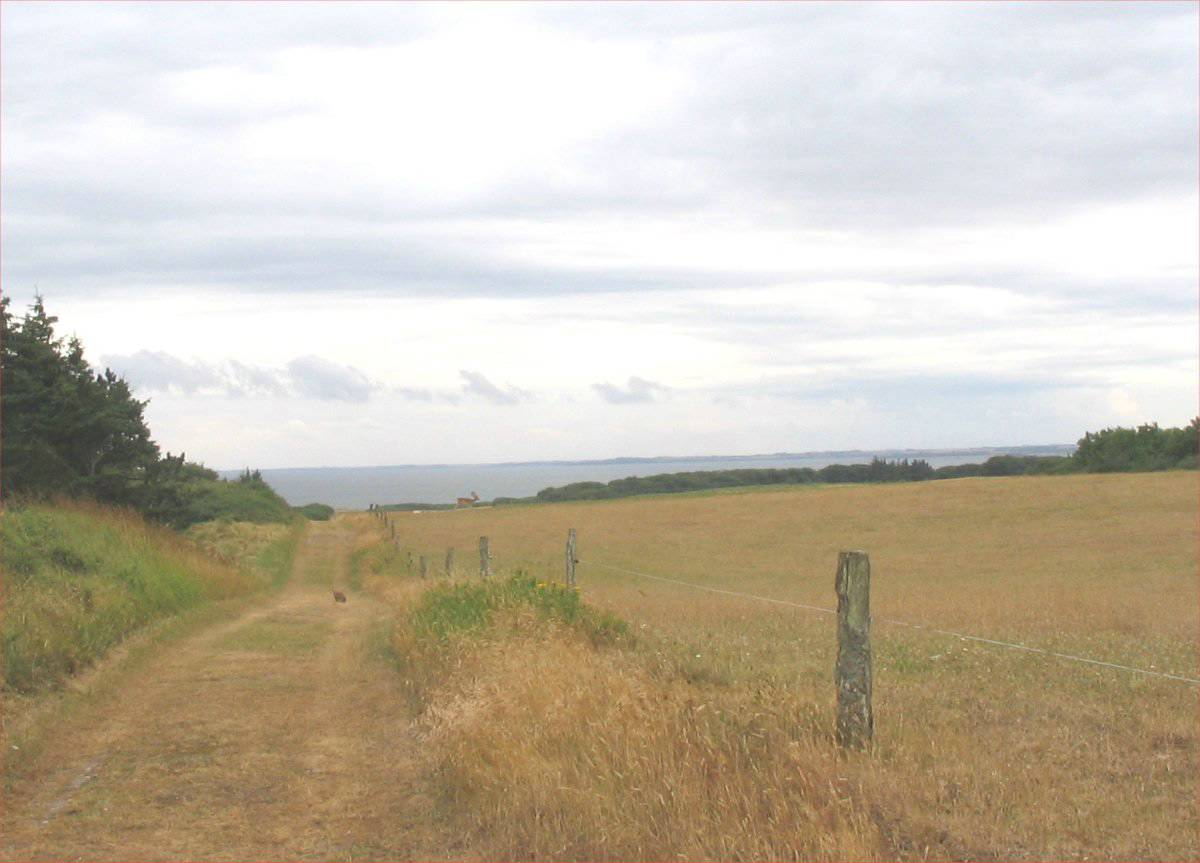
Cảnh thiên nhiên ở Livø

Livø là 1 đảo nhỏ của Đan Mạch, nằm giữa Vịnh hẹp khoét sâu vào đất liền Limfjorden ở vùng bắc bán đảo Jutland. Đảo có diện tích khoảng 320 ha. Có tuyến tàu phà từ Rønbjerg tới đảo, mất chừng 20 phút. Đảo Livø được bảo tồn từ năm 1977. Có thể tới đảo bằng tàu phà trong thời gian từ ngày 1 tháng 4 tới ngày 1 tháng 9 hàng năm  và không được đem theo xe gắn máy cùng chó. Có thể mang theo xe đạp, nhưng không cần thiết, vì chuyến đi bộ khắp đảo cũng chỉ dài khoảng 10 km. Ở giữa đảo là đồi Louisehøj cao 43 m trên mực nước biển rồi tới thung lũng Louisedal.

## Địa chất
Đảo Livø là đảo băng tích được hình thành từ thời băng hà cuối cùng. Ở phần tây bắc đảo có nhiều lớp đất xen lẫn nhau, trong đó có đất diatomite (đất có nhiều tảo cát) và đất sét dẻo. Ở phần phía đông và phía nam là vùng đất thấp với từng đàn hoẵng sống từ nhiều thế hệ. Đây cũng là khu bảo tồn loài hải cẩu, chúng sinh đẻ vào tháng 7, tháng 8 hàng năm. Phần bắc đảo là rừng và phần cực bắc là truông trảng với các cây mọc hoang. Khoảng 1/3 diện tích đảo là đất nông nghiệp, 1/3 là rừng và 1/3 là truông trảng.

## Lịch sử
Đảo có người cư ngụ từ thời đại đồ đá. Sau năm 1150, đảo thuộc quyền sở hữu của tu viện Vitskøl một thời gian dài. Đầu thế kỷ 18, 1 nhà nguyện (nhà thờ nhỏ) được xây dựng. Sau năm 1911 đảo thuộc Den Kellerske Åndssvageanstalt (viện dành cho người bệnh tâm thần), sau đó trong gần 50 năm đảo được dùng làm trại tù. Dân cư trên đảo thời đó gồm những người tội phạm, người bệnh tâm thần, các người trông nom, canh gác và gia đình họ.
Ngày nay Bộ Môi trường Đan Mạch dùng đảo làm nơi giáo dục và hoạt động trong lúc rảnh rỗi. Hàng năm đảng Nhân dân Xã hội tổ chức trại hè 3 tuần lễ trên đảo với các đề tài thảo luận về văn hóa, chính trị. Ngoài ra vào tháng 9 cũng có trại sinh hoạt 1 tuần lễ dành cho khoảng 200 người kém phát triển tâm thần.
Năm 1971 đảo bị một số nghệ sĩ, trong đó có Bjørn Nørgaard và Per Kirkeby chiếm đóng một thời gian ngắn, nhưng bị cảnh sát can thiệp và họ phải rời đảo.
Đảo cũng có 1 khu trường trại với 275 giường, dành cho các khóa học ngắn hạn.
Hàng năm đảo có lễ hội nhạc Jazz và trại Karate do trường Karate thành phố Viborg tổ chức gồm cả những người từ Thụy Điển, Bỉ, Ba Lan, Hà Lan tới tham gia.